# آدا و اتل
آدا و اتل (به انگلیسی: Ada and Ethel) یک کشتی بود که طول آن 25.05  m بود. این کشتی در سال ۱۸۸۶ ساخته شد.